# Драго Бояджиев
Драго Димитров Бояджиев е български офицер, генерал-майор, участник в Балканската (1912 – 1913) и Междусъюзническата война (1913), помощник-началник на Главното интендантство от Министерството на войната през Първата световна война (1915 – 1918).

## Биография
Драго (Драгоя) Димитров Бояджиев е роден на 12 юни 1868 г. в Калофер, Османска империя. На 23 февруари 1887 г. произведен в чин подпоручик, през 1890 в чин поручик и през 1894 г. в чин капитан. През 1902 г. като капитан от 1-ви пехотен софийски полк е командирован за обучение в Офицерската пехотна стрелкова школа в Ораниенбаум в Русия, която завършва през същата година.
На 18 май 1905 г. е произведен в чин майор, а през 1911 г. в чин подполковник. Взема участие в Балканската (1912 – 1913) и Междусъюзническата война (1913). След войните на 22 септември 1914 г. е произведен в чин полковник.
През Първата световна война (1915 – 1918) полковник Драго Бояджиев е помощник-началник на Главното интендантство от Министерството на войната, за която служба „за отличия и заслуги през войната“ съгласно заповед № 463 от 1921 г. е награден с Народен орден „За военна заслуга“ IIІ степен без военно отличие. Уволнен е от служба през 1918 година.
На 31 декември 1935 г. е произведен в чин генерал-майор. По време на военната си кариера служи като офицер за поръчки в Министерството на войната. Умира през 1940 г. в София. Погребан е в Централните софийски гробища.

## Семейство
Генерал-майор Драго Бояджиев е женен - съпруга Зорка и има 2 сина: Филип и Димитър

## Военни звания
- Подпоручик (23 февруари 1887)
- Поручик (1890)
- Капитан (1894)
- Майор (18 май 1905)
- Подполковник (1911)
- Полковник (22 септември 1914)
- Генерал-майор (31 декември 1935)

## Награди
- Народен орден „За военна заслуга“ IIІ степен без военно отличие (1921)

## Образование
- Военно на Негово Княжеско Височество училище